# La Bazoge-Montpinçon
La Bazoge-Montpinçon è un comune francese di 897 abitanti situato nel dipartimento della Mayenne nella regione dei Paesi della Loira.

## Società

### Evoluzione demografica
Abitanti censiti